# Костел і монастир домініканців (Тарнобжег)
Санктуарій Матері Божої Диківської, або костел Небовзяття Пресвятої Діви Марії і домініканський монастир у Тарнобжезі — комплекс культових споруд у Тарнобжезі, заснований родиною Тарновських у 1676 році. У костелі є ікона Матері Божої Диківської — покровительки Тарнобжега. Тут поховані деякі представники роду Тарновських.

## Історія
Монастир і костел засновані родиною Тарновських відповідно до вислицького ерекційного акту 1676 року. Ян Станіслав Амор Тарновський — войницький каштелян — разом із дружиною Зофією Барбарою (з Фірлеїв) подарували 12 домініканським ченцям село Радовонж за Віслою. За проханням Зофії Тарновської 6 червня 1688 року генерал Ордену домініканів підняв статус монастиря до пріорського.
1693 року розпочалося будівництво нового костелу. 22 червня 1703 року під час будівництва нової кам'яного костелу згоріла частина дерев'яного монастиря. Новий кам'яний костел разом із монастирем збудовані в бароковому стилі, архітектор Ян Міхал Лінк. У серпні 1706 року краківський єпископ Станіслав Францішек Беганський посвятив костел. Внутрішнє оздоблення храму закінчене 1782 року.
У ніч за 5 на 6 червня 1862 року виникла пожежа, яка знищила монастир і найближчі будинки. Вогонь пробрався і в середину костелу, пошкодив лавки, орган, вівтар. Ікону Матері Божою Диківської перенесли на час ремонту до палацу Тарновських. 7 вересня 1872 року ікону повернено до костелу.
Сучасний вигляд костел отримав завдяки Янові Зубжицькому-Сасу. Під його керівництвом 1909 року розпочали роботи з перебудування. 15 вересня 1914 року через військові дії було пошкоджено шиби і дах костелу. 1915 року діями австралійських солдатів було знищено хори, органи, вівтар. З 31 травня до 3 жовтня ікону переховував Здзіслав Тарновський. 1930 року розпочалася реконструкція костелу в середині. Зокрема, мали в планах прикрасити стіни поліхромією львівського маляра Кароля Політинського. Під час Другої світової пріором костелу був отець Фабіан Мадура, якому вдалося врятувати дзвони.

## Пріори
- о. Фабіан Мадура
- 1990—1995 — о. Станіслав Голомб
- 1995—1999 — о. Станіслав Репетовський
- 1999—2005 — о. Мацей Злонкевич
- 2005—2010 — о. Павел Барщевський
- 2010–дотепер — о. Кшиштоф Пароль